# Prue (Oklahoma)
Prue es un pueblo ubicado en el condado de Osage en el estado estadounidense de Oklahoma. En el año 2010 tenía una población de 	465 habitantes y una densidad poblacional de 387,5 personas por km².

## Geografía
Prue se encuentra ubicado en las coordenadas 36°14′59″N 96°16′3″O / 36.24972, -96.26750 (36.249730, -96.267403).

## Demografía
Según la Oficina del Censo en 2000 los ingresos medios por hogar en la localidad eran de $26,696 y los ingresos medios por familia eran $32,917. Los hombres tenían unos ingresos medios de $26,667 frente a los $20,833 para las mujeres. La renta per cápita para la localidad era de $13,335. Alrededor del 14.0% de la población estaban por debajo del umbral de pobreza.